# Lola Rodríguez (actriz)
Lola Rodríguez Díaz (Santa Brígida, 26 de noviembre de 1998) es una modelo y actriz canaria, además de activista del colectivo por los derechos de las personas LGBT.

## Biografía
Lola Rodríguez Díaz nació en Santa Brígida, municipio de Gran Canaria (España) el 26 de noviembre de 1998. Con once años de edad se reconoció como mujer, a sus trece años con ayuda de sus padres inicio su proceso de transición. Estudió Psicología en la Universidad Autónoma de Madrid, labor que compagina con la interpretación.
En 2015 fue la primera candidata transgénero menor de edad a Reina del Carnaval de Las Palmas de Gran Canaria con la fantasía La vida es bella, patrocinada por el proyecto Gran Canaria Accesible del Cabildo Insular de Gran Canaria, y siguiendo la estela de Isabel Torres, candidata en 2005. Lola obtuvo el puesto de cuarta dama de honor. Ese mismo año, participó en la manifestación del Orgullo LGTB de Las Palmas de Gran Canaria, donde leyó un discurso. En 2018, con motivo de la celebración del Orgullo LGBT de Madrid, como parte de los actos programados, lució un vestido, denominado Amsterdam Rainbow Dress, confeccionado con las banderas de los países donde ser miembro del colectivo LGBT es ilegal. Dicha prenda fue llevada en 2016 por Valentijn de Hingh.
En 2021, asistió a una gala donde fue nombrada junto a su compañera Isabel Torres como "Hija Predilecta de Las Palmas de Gran Canaria".

### Carrera actoral
Su primer trabajo en una serie de televisión fue un papel protagónico en Veneno de Atresmedia, creada por Javier Ambrossi y Javier Calvo sobre la vida de Cristina La Veneno, donde interpreta a una joven Valeria Vegas. Además, aparece en el documental especial Ellas, también de Atresplayer Premium, que trata la vida de cinco mujeres transgénero.
En 2021 se estrenó por primera vez en el cine de la mano de Fernando Colomo en la película Poliamor para principiantes, donde compartió protagonismo con María Pedraza, Karra Elejalde o Toni Acosta. Ese mismo año se anunció su papel protagónico en la serie original de Netflix Bienvenidos a Edén, junto con Amaia Salamanca, Begoña Vargas, Belinda, Ana Mena, entre otros.

## Filmografía

### Cine
| Año  | Título                      | Personaje | Director        | Notas        |
| ---- | --------------------------- | --------- | --------------- | ------------ |
| 2021 | Poliamor para principiantes | Claudia   | Fernando Colomo |              |
| 2021 | La boda perfecta            | Tere      | Inés de León    | Cortometraje |

### Televisión
| Año       | Título             | Personaje     | Medio               | Notas                                       |
| --------- | ------------------ | ------------- | ------------------- | ------------------------------------------- |
| 2020      | Veneno             | Valeria Vegas | Atresplayer Premium | Elenco principal; 8 episodios               |
| 2020      | Ellas              | Ella misma    | Atresplayer Premium | Serie documental                            |
| 2022–2023 | Bienvenidos a Edén | Mayka         | Netflix             | Elenco principal; 16 episodios              |
| 2023      | Vestidas de azul   | Valeria Vegas | Atresplayer Premium | Protagonista; 7 episodios                   |
| 2024      | Citas Barcelona    | Esperanza     | Prime Video         | Episodio: «Alan y Maru / Esperanza y Pedro» |
| 2025      | Mariliendre        | Almudena      | Atresplayer Premium | Episodio: «Y yo sigo aquí»                  |

### Vídeos musicales
| Año  | Título                    | Artista      |
| ---- | ------------------------- | ------------ |
| 2021 | Cómo me gustaría contarte | Dani Martín  |
| 2024 | Diabla                    | Sita Abellán |